# 28. honvedski pehotni polk (Avstro-Ogrska)
Za druge 28. polke glejte 28. polk.
28. honvedski pehotni polk (izvirno nemško k.u. Landwehr Infanterie Regiment Nr. 28; dobesedno slovensko: Cesarsko-madžarski honvedski pehotni polk št. 28) je bil pehotni polk avstro-ogrskega Honveda.

## Zgodovina
Polk je bil ustanovljen leta 1886.

### Prva svetovna vojna
Polkovna narodnostna sestava leta 1914 je bila sledeča: 96% Srbo-Hrvatov in 4% drugih.

## Poveljniki polka
- 1914: Julius Simonovic[2]